# Primeiro Lorde do Almirantado
O Primeiro Lorde do Almirantado (em inglês:  First Lord of the Admiralty) — primeiro de Inglaterra desde sua criação a 1707, depois da Grã-Bretanha (1707-1801) e do Reino Unido (1801-presente) — era o título conferido ao  presidente do Almirantado Britânico, o departamento do governo que administrava a Marinha Real até 1964.

## Lista de lordes grão-almirantes e primeiros lordes do Almirantado
Indica-se com (*) as pessoas que ocuparam o cargo sob a denominação Lord High Admiral.

### Lordes grão-almirantes de Inglaterra, 1413-1628
- Thomas Beaufort (*), 1413-1426.
- Juan de Lancaster, 1.º Duque de Bedford (*), 1426-1435.
- John Holland (*), 1435-1447.
- Guilherme de la Pole (*), 1447-1450.
- Henry Holland (*), 1450-1461.
- William Neville (*), 1462-1462.
- Ricardo III da Inglaterra (*), 1462-1470.
- Ricardo Neville (*), 1470-1471.
- Ricardo III da Inglaterra (*), 1471-1483.
- John Howard (*), 1483-1485.
- John de Vere (*), 1485-1513.
- Edward Howard (*), 1513-1513.
- Thomas Howard (*), 1513-1525.
- Henry Fitzroy (*), 1525-1536.
- William FitzWilliam (*), 1536-1540.
- John Russell (*), 1540-1542.
- Edward Seymour (*), 1542-1543.
- John Dudley (*), 1543-1547.
- Thomas Seymour (*), 1547-1549.
- John Dudley (*), 1549-1550.
- Edward Clinton (*), 1550-1554.
- William Howard (*), 1554-1558.
- Edward Clinton (*), 1558-1585.
- Charles Howard (*), 1585-1619.
- George Villiers (*), 1619-1628.

### Lordes grão-almirantes e primeiros lordes do Almirantado da Inglaterra, 1628-1708
- Richard Weston, 1628-1635.
- Robert Bertie, 1635-1636.
- William Juxon, 1636-1638.
- Algernon Percy (*), 1638-1643.
- Francis Cottington, 1643-1646.
- Vacante, 1646-1660.
- Jacobo II de Inglaterra (*), 1660-1673.
- Carlos II de Inglaterra (*), 1673-1673.
- Ruperto del Rin (*), 1673-1679.
- Henry Capell, 1679-1681.
- Daniel Finch, 1681-1684.
- Carlos II de Inglaterra (*), 1684-1685.
- Jacobo II de Inglaterra (*), 1685-1688.
- Guilherme III de Inglaterra (*), 1689-1689.
- Arthur Herbert, 1689-1690.
- Thomas Herbert, 1690-1692.
- Charles Cornwallis, 1692-1693.
- Anthony Cary, 1693-1694.
- Edward Russell, 1694-1699.
- John Egerton, 1699-1701.
- Thomas Herbert (*), 1701-1702.
- Jorge da Dinamarca (*), 1702-1708.

### Lordes grão-almirantes da Grã-Bretanha, 1708-1709
- Ana I da Grã-Bretanha (*), 1708-1708.
- Thomas Herbert (*), 1708-1709.

### Primeros lordes do Almirantado da Grã-Bretanha, 1709-1801
- Edward Russell, 1709-1710.
- John Leake, 1710-1712.
- Thomas Wentworth, 1.º Conde de Strafford, 1712-1714.
- Edward Russell, 1714-1717.
- James Berkeley, 1717-1727.
- George Byng, 1727-1733.
- Charles Wager, 1733-1742.
- Daniel Finch, 1742-1744.
- John Russell, 1744-1748.
- John Montagu, 4.º Conde de Sandwich, 1748-1751.
- George Anson, 1.º Barão de Anson 1751-1756
- Richard Grenville-Temple, 1756-1757.
- Daniel Finch, 1757-1757.
- George Anson (almirante), 1757-1762.
- George Montagu-Dunk, 1762-1762.
- George Grenville, 1762-1763.
- John Montagu, 4.º Conde de Sandwich, 1763-1763.
- John Perceval, 1763-1766.
- Charles Saunders, 1766-1766.
- Edward Hawke, 1766-1771.
- John Montagu, 1771-1782.
- Augustus Keppel, 1782-1783.
- Richard Howe, 1783-1783.
- Augustus Keppel, 1783-1783.
- Richard Howe, 1783-1788.
- John Pitt, 1788-1794.
- George Spencer, 2.º Conde Spencer, 1794-1801.

### Primeros lordes do Almirantado do Reino Unido, 1801-1964
- John Jervis, 1.º Conde de San Vicente, 1801-1804.
- Henry Dundas, 1.º Visconde de Melville, 1804-1805.
- Lord Barham, 1.º Barão de Barham, 1805-1806.
- Charles Grey, Visconde de Howick, 1806-1806.
- Thomas Grenville, 1806-1807.
- Lord Mulgrave, 1.º Conde de Mulgrave, 1807-1810.
- Charles Philip Yorke, 1810-1812.
- Robert Dundas, 2.º Visconde de Melville, 1812-1827.
- Guilherme IV do Reino Unido, Duque de Clarence (*), 1827-1828.
- Robert Dundas, 2.º Visconde de Melville, 1828-1830.
- Sir James Graham, 2.º Baronete, 1830-1834.
- Lord Auckland, 1.º Conde de Auckland, 1834-1834.
- Thomas de Grey, 2.º Conde de De Grey, 1834-1835.
- Lord Auckland, 1.º Conde de Auckland, 1835-1835.
- Gilbert Elliot-Murray-Kynynmound, 2.º Conde de Minto, 1835-1841.
- Thomas Hamilton, 9.º Conde de Haddington, 1841-1846.
- Edward Law, 1.º Conde de Ellenborough, 1846-1846.
- Lord Auckland, 1.º Conde de Auckland, 1846-1849.
- Sir Francis Baring, Baronete 1849-1852.
- Algernon Percy, 4.º Duque de Northumberland, 1852-1852.
- Sir James Graham, 2.º Baronete, 1852-1855.
- Sir Charles Wood, Baronete, 1855-1858.
- Sir John Pakington, Baronete, 1858-1859.
- Edward Seymour, 12.º Duque de Somerset 1859-1866.
- Sir John Pakington, Baronete, 1866-1867.
- Henry Lowry-Corry, 1867-1868.
- Hugh Childers, 1868-1871.
- George Goschen, 1.º Visconde Goschen, 1871-1874.
- George Ward Hunt, 1874-1877.
- William Henry Smith, 1877-1880.
- Thomas Baring, 1.º Conde de Northbrook, 1880-1885.
- George Hamilton, 1885-1886.
- George Robinson, 1.º Marquês de Ripon, 1886-1886.
- George Hamilton, 1886-1892.
- John Spencer, 5.º Conde Spencer, 1892-1895.
- George Goschen, 1.º Visconde Goschen, 1895-1900.
- William Palmer, 2.º Conde de Selborne, 1900-1904.
- Frederick Campbell, 3.º Conde Cawdor, 1905-1905.
- Lord Tweedmouth, 2.º Barão Tweedmouth, 1905-1908.
- Reginald McKenna, 1908-1911.
- John Arbuthnot Fisher (*), 1904-1910.
- Sir Winston Churchill, 1911-1914.
- John Arbuthnot Fisher, 1914-1915.
- Arthur Balfour, 1915-1916.
- Sir Edward Carson, 1916-1917.
- Sir Eric Geddes, 1917-1919.
- Walter Long, 1919-1921.
- Lord Lee de Fareham, 1.º Visconde Lee de Fareham, 1921-1922.
- Leo Amery 1922-1924.
- Frederic Thesiger, 1.º Visconde de Chelmsford, 1924-1924.
- William Bridgeman, 1924-1929.
- A. V. Alexander, 1929-1931.
- Sir Austen Chamberlain, 1931-1931.
- Bolton Eyres-Monsell, 1.º Visconde Monsell, 1931-1936.
- Sir Samuel Hoare, Baronet, 1936-1937.
- Duff Cooper, 1937-1938.
- James Stanhope, 7.º Conde Stanhope, 1938-1939.
- Sir Winston Churchill, 1939-1940.
- Albert Victor Alexander, 1.º Conde Alexander de Hillsborough, 1940-1945.
- Brendan Bracken, 1945-1945.
- Albert Victor Alexander, 1.º Conde Alexander de Hillsborough, 1945-1946.
- George Henry Hall, 1946-1951.
- Lord Pakenham, 7.º Conde de Longford, 1951-1951.
- James Thomas, 1.º Visconde Cilcennin 1951-1956.
- Quintin Hogg, 2.º Visconde Hailsham, 1956-1957.
- George Douglas-Hamilton, 10.º Conde de Selkirk, 1957-1959.
- Lord Carrington, 6.º Barão Carrington, 1959-1963.
- George Jellicoe, 2.º Conde Jellicoe, 1963-1964.

### Lordes grão-almirantes do Reino Unido, desde 1964
- Isabel II do Reino Unido (*), 1964-2011.[3]
- Filipe de Edimburgo (*), desde 2011.[3]